# 日本の尊厳と国益を護る会

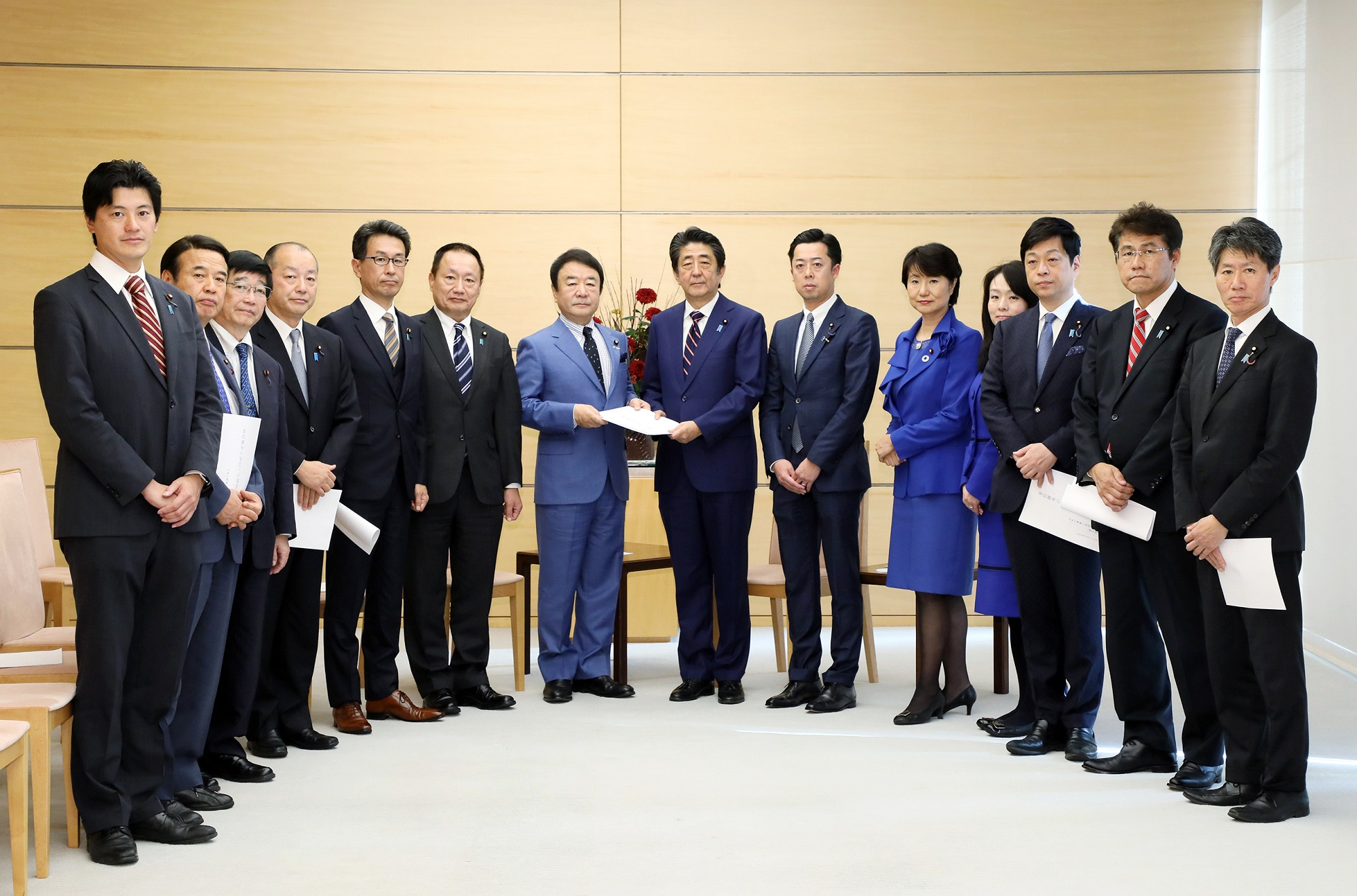
内閣総理大臣（当時）の安倍晋三に対し、申し入れを行う護る会のメンバー（2019年）

日本の尊厳と国益を護る会（にほんのそんげんとこくえきをまもるかい、英語: The Conference to Japan’s Dignity and National Interest、略称：護る会、JDI） は、日本の自由民主党に所属する国会議員の議員連盟。

## 歴史
- 2019年
  - 6月12日 - 自由民主党の青山繁晴・鬼木誠・高木啓・長尾敬・山田宏により結成[2][3]。
  - 10月23日 - 天皇徳仁の即位礼正殿の儀が催された翌日、記者会見を行い皇位継承問題に関する「皇位継承の安定への提言」を表明する。
  - 11月13日 - 午後1時15分頃から記者会見を開き、中国の最高指導者である習近平国家主席を国賓として迎えることに明確に反対する緊急アピールを表明する。その後午後5時に、内閣総理大臣官邸を訪問し、内閣官房副長官・岡田直樹に緊急アピール文を手交した。
  - 11月19日 - 代表幹事らは首相官邸を訪れ、旧宮家の皇籍復帰などを可能にする特例法制定などが盛り込まれた提言書を提出した。
  - 12月10日 - 代表幹事らは首相官邸を訪れ、2020年春に予定する習近平の国賓としての来日に反対する二度目の決議文を岡田に手渡した。
- 2020年
  - 2月10日 - 自民党の役員会は自民党所属議員の3月歳費から一律5,000円を中国政府に支援する方針を決めた。これに対し14日、護る会は「寄付の判断は各議員によるべきだ」とする要望書を二階俊博自民党幹事長に提出した。これを受け、二階は記者会見で「協力しない人はしなくていい」と述べ、方針を転換した[4]。
  - 2月14日 - 声明文を発表した。中国は「武漢熱」の疾病によって、世界中が多大な困難に直面しているにもかかわらず、情報開示等の対応には大きな問題がある。そのさなかにも中国による尖閣諸島周辺に対する公船や空軍機での日本への挑発行為は一向にやまず、また、邦人拘束事案、香港・チベット・ウイグル・南モンゴルにおける人権弾圧についても、何ら解決の兆しがない。その現状をかんがみるに、「武漢熱」の終息を見る以前での中国最高指導者・習近平の来日そのものが、世界に対して「武漢熱」が終息したと日本が認めたかのような誤ったメッセージの発信につながりかねず、その観点からも中国最高指導者の「来日」そのものも適切ではないとし、もはや国賓としての来日のみならず、習近平の来日そのものに断固反対であることを政府に申し入れた。
  - 5月13日 - 会合を開き「武漢熱」の感染拡大への対策として消費税減税法案を議論した。代表幹事らは会合後に記者会見を行い「減税法案をとりまとめる方向性は変わらない」と述べた。
  - 5月19日 - 安倍晋三首相に対し、尖閣諸島や周辺海域における政策及び習主席の国賓待遇での招待を延期ではなく“中止”するよう再度求める7項目の提言書を提出した[5]。
    - 1. 海洋自然調査団の派遣
    - 2. 米軍との合同演習の実施
    - 3. 船溜りの整備
    - 4. 海上保安庁巡視船の大型化
    - 5. 海難救助などを目的とした「魚釣島測候所設置法」制定
    - 6. 中国による領海侵犯行為の海外に向けた映像公開
    - 7. 習主席の国賓来日中止

  - 10月27日 - 総会を開催。この中でゲストとして招き「護る会が自民党の座標軸になってほしい」と会を激励した安倍に最高顧問就任を要請。安倍は「検討する」と答えた。その後、2021年12月に代表幹事の青山は「護る会は総理経験者や長老を最高顧問や顧問に処遇する慣習を採らない」とした上で、護る会のメンバーから「総理経験者はやはりそれなりの処遇を」という意見を尊重する形をとって、安倍は「特別会員」として処遇された。
- 2021年
  - 2月2日 - 中国で海上警備を担う海警局に武器使用を認める中国海警法の施行を受け、尖閣諸島（沖縄県石垣市）周辺で自衛隊と在日米軍による定期的な共同演習の実施などを求める緊急要望をまとめ、岸信夫防衛相に提出した[6]。
  - 2月26日 - NHKが昭和30年(1955年)に長崎市の端島炭坑（通称・軍艦島）について放送したテレビ番組「緑なき島[7]」の坑内映像に疑義が生じている問題をめぐり、元島民らは26日、NHK側の対応に改善を求めようと国会内で自民党議員らと意見交換した。会合は当グループが主催した[8]。
  - 5月7日 - 国会内で総会を開き、政府に対し経済安全保障体制を強化するよう求める提言をめぐり議論した。中国に対する警戒が背景にあり、国家安全保障局（NSS）経済班といった経済安保の専門部署の充実強化などが柱となる[9]。
  - 5月20日 - 同党の森山裕国対委員長と国会内で会談し、安全保障上の重要な土地の買収対策として政府が今国会での成立を目指す土地利用規制法案について原案通りの内容で成立するよう申し入れた[10]。
  - 9月22日 - 総裁選の候補者に対する質問書の回答を公開した。告示日の17日までに、①父方の系統に天皇を持つ男系皇位継承、②外国資本による土地取得規制、③スパイ防止法や経済安全保障についての考えを4人の候補者に書面で求めていた[11]。
  - 12月3日 - 総会で、中国政府による新疆ウイグル自治区などでの深刻な人権侵害行為を踏まえ、翌年2月4日に開幕する北京冬季五輪への「外交的ボイコット」を表明するよう岸田文雄首相に求めることを決めた[12]。
  - 12月9日 - 日本人と外国人を区別せずに投票権を認める東京都武蔵野市の住民投票条例案に反対する声明を発表した[13]。

### 2021年自由民主党総裁選挙を巡る対応
- 2021年
  - 9月8日 - 2021年自由民主党総裁選挙を巡る記者会見を実施した。その中で、「護る会の三本柱と武漢熱に関する計7つの質問を各立候補予定者に示し、回答をいただくことで一致した」と発表した。また、同記者会見の中で、「護る会としては総裁選で特定の候補者を推す、もしくは特定の候補者を推さないという選択は一切とらない方針である」と発表した[14]。
  - 上記の質問については、河野太郎、岸田文雄、高市早苗には9月8日、告示日直前に出馬の意思を固めた野田聖子には9月16日に、それぞれ渡された。当初は16日を期限としていたが、野田の立候補に伴い、公平性を図るため21日に延期された。岸田・高市については16日までの期限内に、野田については20日に、それぞれ回答があった。河野については9月22日現在では回答がない。[注 1]
  - 河野については護る会より何度も連絡したにもかかわらず、延長後の期限である21日までに回答がなかった。22日の午前に河野の選挙対策本部より「文書にて回答を申し上げる用意がない」とのメールがあった。しかし、22日に27日開催予定の討論会への参加を依頼する中で、河野本人としては回答しないと送ったメールについて知らず、「たとえ遅ればせになっても回答したい」と回答の意思があるとの連絡があった[15]。
  - 9月22日 - 護る会による総裁選のネット討論会、「最後に私が訴えたいこと」(仮)を27日に開く方向で調整を開始したことが明らかになった。
  - 9月25日 - 護る会代表の青山が総裁選候補（高市早苗）の推薦人になっていることから「討論会の公平性が担保されない」として自民党選挙管理委員会から討論会開催を認めない旨が通知された。これを受けて、護る会による総裁選ネット討論会は中止とされた。

## 所属議員
2024年（令和6年）8月5日時点、会員数衆参計100名。

### 執行部
- 青山繁晴（代表）（参・比例）
- 佐々木紀（幹事長）（衆・石川2区）
- 鬼木誠（副代表）（衆・比例九州）
- 石橋林太郎（事務局長）（衆・比例中国）
- 山谷えり子（常任幹事）（参・比例）

### 衆議院
五十音順。氏名非公開を要望した議員を除く(2名)
太字は幹事
- 青山周平（比例東海）
- 石井拓（比例東海）
- 石橋林太郎（比例中国）
- 稲田朋美（福井1区）
- 岩田和親（比例九州）
- 上野賢一郎（滋賀2区）
- 大岡敏孝（滋賀1区）
- 尾﨑正直（高知2区）
- 小田原潔（東京21区）
- 高村正大（山口1区）
- 小林茂樹（比例近畿）
- 齋藤健（千葉7区）
- 佐々木紀（石川2区）
- 鈴木英敬（三重4区）
- 関芳弘（兵庫3区）
- 瀬戸隆一（比例中国）
- 高市早苗（奈良2区）
- 武村展英（滋賀3区）
- 中曽根康隆（群馬1区）
- 中谷真一（山梨1区）
- 中谷元（高知1区）
- 中野英幸（埼玉7区）
- 中村裕之（北海道1区）
- 中川貴元（比例東海）
- 長坂康正（愛知9区）
- 長島昭久（比例東京）
- 野中厚（比例北関東）
- 平沼正二郎（岡山3区）
- 深澤陽一（静岡4区）
- 本田太郎（京都5区）
- 松本尚（千葉13区）
- 三谷英弘（比例南関東）
- 宮路拓馬（鹿児島1区）
- 務台俊介（比例北陸信越）
- 簗和生（栃木3区）
- 山田賢司（兵庫7区）
- 山本左近（比例東海）
- 吉田真次（山口4区）
- 渡辺博道（千葉6区）

### 参議院
五十音順。氏名非公開を要望した議員を除く(1名)
太字は幹事
- 朝日健太郎（東京）
- 有村治子（比例）
- 石田昌宏（比例）
- 磯﨑仁彦（香川）
- 猪口邦子（千葉）
- 臼井正一（千葉）
- 越智俊之（比例）
- 小野田紀美（岡山）
- 梶原大介（比例）
- 加田裕之（兵庫）
- 加藤明良（茨城）
- 北村経夫（比例）
- 古庄玄知（大分）
- 小林一大（新潟）
- 小鑓隆史（滋賀）
- 佐藤啓（奈良）
- 清水真人（群馬）
- 自見英子（比例）
- 進藤金日子（比例）
- 末松信介（兵庫）
- 高橋克法（栃木）
- 鶴保庸介（和歌山）
- 永井学（山梨）
- 長谷川英晴（比例）
- 船橋利実（北海道）
- 星北斗（福島）
- 堀井巌（奈良）
- 松川るい（大阪）
- 三原じゅん子（神奈川）
- 山下雄平（佐賀）
- 山本啓介（長崎）
- 吉井章（京都）
- 若林洋平（静岡）

### 物故会員
- 安倍晋三

### 参与
- 中野正志
- 加藤寛治
- 山口泰明
- 中西哲

### 準会員
- 上野宏史
- 大西宏幸
- 神谷昇
- 木村弥生
- 渡嘉敷奈緒美
- 中山泰秀
- 長尾敬
- 原田義昭
- 中泉松司
- 小川克巳
- 三木亨

他非公表2名